# Rue de Haerne
La rue de Haerne (en néerlandais : de Haernestraat) est une voie de la commune bruxelloise d'Etterbeek. Elle naît au croisement des rues Général Capiaumont, de Theux, du Brochet et Ernest Havaux, et aboutit à l'avenue Général Bernheim, son tracé courbe croisant la rue Philippe Baucq, l'avenue Victor Jacobs, la rue de Gerlache, la rue Paul Segers, la rue Beckers et la rue Félix Terlinden.
La numérotation de la rue va du 9 au 229 au côté impair, et du 2 au 216 du côté pair.
La rue porte le nom de Désiré De Haerne, membre du Congrès national.